# Eduardo Risso (canottiere)
Eduardo G. Risso Salaverría (Montevideo, 25 febbraio 1925 – Montevideo, 12 gennaio 1986) è stato un canottiere uruguaiano.
Rappresentò l'Uruguay ai Giochi Olimpici di Londra del 1948 nella categoria singolo maschile, vincendo la medaglia d'argento. Prese parte anche alle Olimpiadi di Helsinki del 1952 dove raggiunse le semifinali.

## Palmarès

### Olimpiadi
- Argento a Londra 1948 nel singolo maschile.